# Kenya International
Die Kenya International sind im Badminton die offenen internationalen Meisterschaften von Kenia. Sie werden seit den 1970er Jahren ausgetragen und sind neben den Afrikameisterschaften und Afrikaspielen eine der bedeutendsten Meisterschaften Afrikas. Eine ähnliche Tradition und Bedeutung haben in Afrika nur noch die Mauritius International, Nigeria International und die South Africa International.

## Turniergewinner
| Saison    | Herreneinzel           | Dameneinzel           | Herrendoppel                                          | Damendoppel                             | Mixed                                    |
| --------- | ---------------------- | --------------------- | ----------------------------------------------------- | --------------------------------------- | ---------------------------------------- |
| 1972      |                        | Suzanne Yew Hin Clair | Punch Gunalan                                         |                                         |                                          |
| 1985      | Peter Netu             | Salma Ali             | Vijai Maini Amjid Rasul                               | Janetta Keenan Naila Valani             | Amjid Rasul Salma Ali                    |
| 1986      | T. R. Rajan            | Christine Joshi       | T. R. Rajan Owen Roncon                               | Christine Joshi Gail D’Souza            | N. K. Shah Naila Valani                  |
| 1989      | Satish Narasimhan      | Christine Joshi       | Vijai Maini Adelhafid Sedk                            | Christine Joshi Fatma Juma              | C. N. Waweru M. Wangari                  |
| 1990      | Geenesh Dussain        | Vandanah Seesurun     | Geenesh Dussain Jean-Michel Duverge                   | Vandanah Seesurun Martine de Souza      | Geenesh Dussain Vandanah Seesurun        |
| 1991      | Agarawu Tunde          | Martine de Souza      | Danjuma Fatauchi Sesan Gbajobi                        | Obiageli Olorunsola Dayo Oyewusi        | Sesan Gbajobi Obiageli Olorunsola        |
| 1992      | Simon Kihara           | Anna Ng'ang'a         | Simon Kihara Tom Manda                                | Christine Joshi Fatma Juma              | Tom Manda Jasmin Nzambu                  |
| 1994      | Mehul Joshi            | Annet Nakamya         | Abraham Wogute Fred Gituku                            | Anna Ng'ang'a Edith Wamalwa             | Frank Nsubuga Edith Wamalwa              |
| 1995      | Frank Nsubuga          | Annet Nakamya         | Frank Nsubuga Mehul Joshi                             | Annet Nakamya Helen Luziika             | Frank Nsubuga Edith Wamalwa              |
| 1996      | Abraham Wogute         | Helen Luziika         | Abraham Wogute Fred Gituku                            | Annet Nakamya Helen Luziika             | Abraham Wogute Monica Githii             |
| 1998      | Abraham Wogute         | Sandra Moses          | Abraham Wogute Fred Gituku                            | Annet Nakamya Helen Luziika             | Abraham Wogute Monica Githii             |
| 1999      | Bertrand Gallet        | Juliette Ah-Wan       | Bertrand Gallet Robert Mbugua                         | nicht ausgetragen                       | Georgie Cupidon Juliette Ah-Wan          |
| 2001      | Sydney Lengagne        | Ann Maina             | ?                                                     | keine Daten                             | keine Daten                              |
| 2002      | Ola Fagbemi            | Grace Daniel          | Stephan Beeharry Hyder Aboobakar                      | Karen Foo Kune Anusha Dajee             | Stephan Beeharry Shama Aboobakar         |
| 2005      | Abhinn Shyam Gupta     | Trupti Murgunde       | Jan Fröhlich Jan Vondra                               | Shama Aboobakar Amrita Sawaram          | Édouard Clarisse Amrita Sawaram          |
| 2006      | Richard Vaughan        | Ogar Siamupangila     | Abraham Wogute Edwin Ekiring                          | nicht ausgetragen                       | Abraham Wogute Rita Namusisi             |
| 2007      | Greg Orobosa Okuonghae | Shannon Pohl          | Abraham Otagada Edicha Ocholi                         | Delphine Nakanyika Ogar Siamupangila    | Greg Orobosa Okuonghae Ogar Siamupangila |
| 2008      | Chetan Anand           | Ana Moura             | Georgie Cupidon Steve Malcouzane                      | Michelle Edwards Chantal Botts          | Greg Orobosa Okuonghae Grace Daniel      |
| 2009      | Ali Shahhosseini       | Dina Nagy             | Dorian James Chris Dednam                             | Dhanya Nair Anita Ohlan                 | Chris Dednam Michelle Edwards            |
| 2010      | Oscar Bansal           | Anne Hald             | Dorian James Willem Viljoen                           | Annari Viljoen Michelle Edwards         | Willem Viljoen Annari Viljoen            |
| 2011      | Vladimir Malkov        | Özge Bayrak           | Manu Attri Jishnu Sanyal                              | Özge Bayrak Neslihan Yiğit              | Lê Hà Anh Lê Thu Huyền                   |
| 2012      | abgesagt               | abgesagt              | abgesagt                                              | abgesagt                                | abgesagt                                 |
| 2013      | Subhankar Dey          | Grace Gabriel         | Joseph Abah Eneojo Victor Makanju                     | Dorcas Ajoke Adesokan Grace Gabriel     | Patrick Kinyua Mercy Joseph              |
| 2014      | Farzin Khanjani        | Jeanine Cicognini     | Vatannejad-Soroush Eskandari Hasan Motaghi            | Negin Amiripour Pegah Kamrani           | Mabo Donald Ogar Siamupangila            |
| 2015 2018 | nicht ausgetragen      | nicht ausgetragen     | nicht ausgetragen                                     | nicht ausgetragen                       | nicht ausgetragen                        |
| 2019      | B. M. Rahul Bharadwaj  | Thet Htar Thuzar      | Koceila Mammeri Youcef Sabri Medel                    | Vytautė Fomkinaitė Gerda Voitechovskaja | Bahaedeen Ahmad Alshannik Domou Amro     |
| 2020      | Chirag Sen             | Aakarshi Kashyap      | Kathiravun Concheepuran Manivannan Santhosh Gajendran | Doha Hany Hadia Hosny                   | Adham Hatem Elgamal Doha Hany            |
| 2021 2024 | nicht ausgetragen      | nicht ausgetragen     | nicht ausgetragen                                     | nicht ausgetragen                       | nicht ausgetragen                        |